# Taxithelium perglabrum
Taxithelium perglabrum är en bladmossart som beskrevs av Brotherus och Jean Édouard Gabriel Narcisse Paris 1903. Taxithelium perglabrum ingår i släktet Taxithelium och familjen Sematophyllaceae. Inga underarter finns listade i Catalogue of Life.